# جاك تريساديرن
جاك تريساديرن (بالإنجليزية: Jack Tresadern)‏ (26 سبتمبر 1890 في المملكة المتحدة - 26 ديسمبر 1959 في المملكة المتحدة) هو مدرب كرة قدم ولاعب كرة قدم بريطاني (وحمل سابقاً جنسية المملكة المتحدة لبريطانيا العظمى وأيرلندا) في مركز الدفاع. شارك مع منتخب إنجلترا لكرة القدم. أما مع النوادي، فقد لعب مع نادي بيرنلي ونادي نورثامبتون تاون ووست هام يونايتد ونادي بركنغ ‏.

## وصلات خارجية
- جاك تريساديرن على موقع قاعدة بيانات كرة القدم.إي يو (الإنجليزية)
- جاك تريساديرن على موقع ناشيونال فوتبول تيمز (الإنجليزية)